# 脊髄動静脈奇形
脊髄動静脈奇形（せきずいどうじょうみゃくきけい、英: Spinal Arteriovenous Malformation）とは、脊髄関連の動静脈シャント（吻合）といった、血管奇形が見受けられる病気のことである。脊髄の血流障害、鬱血を招き、脊髄血管障害症状を引き起こす。
症状は様々であり、主なものとして、出血をきたす場合を除き、時間をかけて進行する四肢のしびれ、運動麻痺、排便・排尿障害などが挙げられている。症状の出現に至る機序として、脊髄循環障害、脊髄出血、静脈瘤を起因とする脊髄の圧迫などがある。
先天的な問題で発症すると考えられているが、原因は不明である。一方で、外科的処置などの機械的要因が疑われるケースもある。画像診断における異常所見を認めた部位によって、分類が行われる。

## 部位別分類
- 脊髄硬膜動静脈瘻 - シャントの部位が、脊髄を包んでいる脊髄硬膜に存在する。
- 脊髄辺縁部動静脈瘻 - シャントの部位が、脊髄硬膜の内側、脊髄表面に存在する。
- 脊髄髄内動静脈奇形 - シャントの部位が、脊髄の内部で血管の結節となって存在する。

上から順に治療が困難になる。